# Харитоново (Владимирская область)
Харитоново — деревня в Собинском районе Владимирской области России, входит в состав Копнинского сельского поселения.

## География
Деревня расположена в 4 км на юго-запад от центра поселения села Заречного и в 20 км на юго-запад от райцентра города Собинка.

## История
Деревня Харитоново впервые упоминается в писцовых книгах 1629-1635 годов в составе Осовецкого прихода. Деревня была вотчиной Василия Ивоновича Оладьина и Девятого-Баранова, затем принадлежала Троице-Сергиеву монастырю, в ней тогда был двор монастырский, двор коровей, двор служки монастырского, пашни 50 четвертей.       
В конце XIX — начале XX века деревня входила в состав Копнинской волости Покровского уезда, с 1926 года в составе Болдинской волости Владимирского уезда. В 1859 году в деревне числилось 36 дворов, в 1905 году — 49 дворов, в 1926 году — 44 хозяйств.
С 1929 года деревня входила в состав Копнинского сельсовета Собинского района.

## Население
| 1859 | 1905 | 1926 |
| ---- | ---- | ---- |
| 202  | 263  | 211  |

| 1859 | 1905 | 1926 | 2002 | 2010 | 2021 |
| ---- | ---- | ---- | ---- | ---- | ---- |
| 202  | ↗263 | ↘211 | ↘9   | ↘7   | ↘5   |